# Xavier Regàs i Castells
Xavier Regàs i Castells   (Barcelona, 26 d'agost de 1905 - Barcelona, 15 de febrer de 1980) va ser un autor, traductor i adaptador dramàtic, director i productor català.

## Biografia
Fill de Miquel Regàs i Ardèvol (Barcelona, 8 d'abril de 1880-26 de març de 1965) i de Maria Castells i Solé natural de Cubells. Va néixer al carrer de Quintana, 5, on el seu pare regentava el restaurant Can Culleretes, que havia inaugurat l'avi Tito Regàs i Tenas (Barcelona, 29 de maig de 1853-26 de març de 1920), casat amb Rosa Ardèvol i Alguer, natural de Porrera.
Va organitzar durant uns quants anys el Cicle de Teatre Llatí. Als anys 1980, s'organitzava el Memorial Xavier Regàs de teatre.
L'any 1930 es casà amb Mariona Pagès i Elias amb qui tingué 4 fills, Xavier, decorador, Georgina, cuinera i escriptora, Rosa, escriptora, i Oriol, promotor cultural i fundador de la discoteca Bocaccio.

## Obra
- 1935. Cèlia, la noia del carrer Aribau.
- 1938, juliol. La Patètica, sainet barcelonès en 3 actes. Estrena al Teatre Poliorama de Barcelona.
- 1947, 13 de maig. Tieta de X. Regàs. Estrenada al Teatre Romea.
- 1948, abril. Sota la llàntia del Born, original de X. Regàs i Celestí Martí Farreras.
- 1949, 15 de setembre. Tobruck de X. Regàs. Estrenada al Teatre Romea de Barcelona.
- 1949, 28 de novembre. Ha guanyat el Barça de Valentí Castanys, X. Regàs i Celestí Martí Farreras. Estrenada al teatre Romea.
- 1951, 7 de novembre. El marit ve de visita. Comèdia en 3 actes. Estrenada al Teatre Romea de Barcelona, per la Companyia Titular Catalana.
- 1953, 4 de desembre. El capità Mascarella. Comèdia en 3 actes, dividits en quatre actes. Estrenada al Teatre Victòria (Barcelona).
- 1955, 7 de desembre. Camarada Cupido, original de Xavier Regàs a partir d'un conte de Katàiev. Farsa satírica en 3 actes. Estrenada al teatre Alexis i amb direcció de Joan Cumellas
- 1957. Bolero, original de Michel Durand, amb traducció de Xavier Regàs.
- 1957. Vuelve pequeña Sheba, original de William Inge. Versió castellana de Xavier Regàs.
- 1958. Pobre Gabriel. Estrenada al teatre Guimerà de Barcelona.
- 1958. Idilio en "au petit bonheur", original de Marc-Gilbert Sauvajon.
- 1959, 15 de juliol. Un pobre diable, original de X. Regàs. Estrenada al Teatre Romea.
- 1959, 4 de novembre. Tres angelets a la cuina d'Albert Husson, traducció de X. Regàs. Estrenada al teatre Romea.
- 1960, juny. Smith de Somerset Maugham, adaptació castellana de X. Regàs. Teatre Guimerà de Barcelona.
- 1960, 18 de novembre. Va per tu la camèlia, original de Georges Feydeau, traducció de X. Regàs. Estrenada al Teatre Romea.
- 1960. La torre i el galliner, original de Vittorio Calvino, amb traducció de Ramir Bascompte i Xavier Regàs.
- 1962. Suicidio a plazo fijo, original de Marc-Gilbert Sauvajon. Versió de X. Regàs. Representada a Panam's de Barcelona.
- 1962, 28 de setembre. El condemnat de Picwicktown d'André-Paul Antoine, versió de X. Regàs. Estrenada al Teatre Romea.
- 1962, 28 de novembre. L'àngel de la guarda o jo no m'equivoco mai de Frederic Soler, refundició de Josep Maria Poblet i X. Regàs. Estrenada al Teatre Romea.
- 1966. El elefante blanco.
- 1966, 10 d'abril. Un malalt imaginari de John G. Weiger, adaptació de X. Regàs i Joan Capri. Estrenada al Teatre Romea.
- 1974. La dida o qui mana a Can Ribot de Frederic Soler, adaptació de X. Regàs. Companyia de Maria Matilde Almendros. Representada al Teatre Romea.

Memòries
- 1973. Aquel tiempo perdido, amb pròleg de Sempronio.

## Fons
El seu fons es conserva al Centre de Documentació i Museu de les Arts Escèniques i consta d'originals de les seves obres, tant de traduccions com de producció pròpia, a banda de documents personals i administratius. A més a més també hi trobarem llibres dedicats.